# 徐有孚
徐有孚（1811年10月11日—？年），字攣卿，號小槎，浙江烏程縣人，順天宛平縣民籍，道光甲午科鄉試舉人，殿試三甲，銓選知縣，欽取咸安宮教習第一名。官河南羅山縣知縣。